# Brives-sur-Charente
Brives-sur-Charente é uma comuna francesa na região administrativa da Nova Aquitânia, no departamento de Charente-Maritime. Estende-se por uma área de 5,94 km². Em 2010 a comuna tinha 240 habitantes (densidade: 40,4 hab./km²).
Antigamente chamada simplesmente Brives, a comuna tomou seu nome atual em 08/03/1962.